# WZME
WZME é uma emissora de televisão estadunidense licenciada para Bridgeport, em Connecticut, porém sediada em Seymour, servindo o mercado de televisão da cidade de Nova York, no estado homônimo. Opera no canal 43 (21 UHF digital), e é uma afiliada da ShopHQ. Pertence a NRJ TV LLC. Seus estúdios estão localizados na Wakeley Street, em Seymour, Connecticut, e seu transmissor está localizado na Great Hill Road, também em Seymour.

## História

### Antecedentes como WICC-TV (1953-1960)
A alocação do canal 43 UHF em Bridgeport foi primeiro atribuída à WICC-TV, cujas letras do prefixo significavam "Industrial Center of Connecticut" (Centro Industrial de Connecticut), referindo-se a Bridgeport, tendo o mesmo significado que o prefixo da emissora de rádio local (WICC AM). A emissora entrou no ar em 29 de março de 1953 como uma afiliada da ABC e DuMont, um mês após a primeira emissora UHF de Connecticut, WKNB-TV (agora WVIT) em New Britain, entrar no ar. Como o UHF era bastante novo na época e exigia um conversor caro, a emissora tinha pouca audiência. Além disso, a programação das redes ABC e DuMont podia também ser vista em grande parte da área de cobertura da emissora via WABC-TV (canal 7) e WABD (canal 5, agora WNYW), respectivamente, ambas da cidade de Nova York.
Nenhuma das tentativas da emissora de ganhar espectadores teve sucesso. Um deles incluiu um programa em que Bob Crane (que mais tarde se tornaria a estrela da sitcom Hogan's Heroes) ofereceu $ 100 para o primeiro telespectador que telefonasse para a emissora. Ninguém ligou, levando a emissora a anunciar em janeiro de 1960 que a WICC-TV era a "única emissora nos EUA sem telespectadores". Em 8 de dezembro, a emissora saiu do ar pela última vez. Em fevereiro de 1966, grande parte dos equipamentos da emissora foram destruídos por um incêndio.

### Programação de televendas (1987-2009)
Um grupo de mulheres, sob o nome de Bridgeways Communications Corporation, recebeu uma licença de construção para uma nova emissora no canal 43 em 20 de novembro de 1980, e em 28 de setembro de 1987, a emissora entrou no ar como WBCT-TV, exibindo programação de televendas. Inicialmente, a emissora planejou se tornar uma emissora independente com foco local, já que Bridgeport estava sendo coberta apenas por emissoras da cidade de Nova York. Um ano depois, no entanto, a emissora mudou seus planos e planejou implementar uma programação cultural voltada para a comunidade judaica no mercado da cidade de Nova York como um todo. Pouco depois, a emissora mudou seu prefixo para WHAI-TV, em referência a chai, a palavra hebraica para "viver". No entanto, a emissora foi vendida em 1994 para a ValueVision, que por sua vez a vendeu para a Paxson Communications em 1996. A essa altura, a emissora também havia adicionado infomerciais à programação.
Os planos originais previam que a WHAI-TV se tornasse uma das primeiras emissoras da rede de televisão Pax (com o prefixo de WIPX) quando fosse lançada em agosto de 1998, mas esses planos foram cancelados, principalmente devido a questões de duopólio resultante da aquisição da WPXN-TV (canal 31) pela Paxson, uma vez que os sinais de ambas as emissoras se sobrepõem e são considerados parte do mercado da cidade de Nova York, e na época, a FCC não permitia duopólio entre emissoras do mesmo mercado. O prefixo da emissora foi novamente alterado, desta vez para WBPT. Depois de uma tentativa de vender a emissora para a Cuchifritos Communications (que planejava fazer da emissora a geradora de um serviço de televendas em espanhol) fracassar, a emissora foi vendida em 1999 para a Shop at Home Network, que tornou-a uma afiliada da rede e mudou seu prefixo para WSAH (com as letras fazendo referência ao nome da rede).
A Azteca América quase comprou a emissora no final de 2000 para servir como sua afiliada na cidade de Nova York. O negócio rapidamente entrou em colapso, com a rede citando problemas sobre a cobertura de mercado da WSAH. A emissora continuou a transmitir a Shop at Home, com uma breve interrupção em 2006, quando a rede interrompeu suas operações temporariamente.
Em 26 de setembro de 2006, a The E.W. Scripps Company (o então proprietário das emissoras próprias da Shop at Home) anunciou que estaria vendendo a WSAH, junto com quatro outras emissoras como a KCNS em San Francisco, WMFP em Boston, WOAC (agora WRLM) em Canton, Ohio, e WRAY-TV em Raleigh, Carolina do Norte) para a Multicultural Television por $ 170 milhões. A Multicultural assumiu o controle da KCNS, WOAC e WRAY em 20 de dezembro de 2006 e mudou sua programação para um formato totalmente comercial. Não assumiu o controle da WSAH e WMFP imediatamente, devido à renovação da licença pendente das emissoras. As licenças foram renovadas no início de abril de 2007, e em 24 de abril, a Multicultural assumiu o controle dessas emissoras.
Em maio de 2007, a WSAH mudou de afiliação, mudando da Shop at Home para a Gems TV, uma rede de compras especializada em joias. Além disso, os infomerciais mais uma vez tornaram-se parte da programação. A emissora se desafiliou com a Gems TV em 2009.

### Programação de entretenimento (2009–2016)

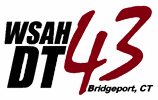
Logo da emissora antes de se afiliar com a MeTV.

Em 1 de julho de 2009, a WSAH se afiliou à Retro Television Network (RTV), tornando-se uma das poucas afiliadas a transmitir a RTV em seu canal principal. Inicialmente, a programação da RTV era transmitida a partir das 18h até a meia-noite, com infomerciais continuando durante o resto da programação. Em setembro de 2009, a programação da RTV passou a encerrar às 23h de segunda a sexta e às 22h00 nos fins de semana. Pouco depois, a emissora anunciou que se desafiliaria da RTV completamente no final do mês. No mês seguinte, a WSAH adicionou um subcanal, exibindo a programação em chinês da emissora irmã KCNS, afiliada da Sino TV. Em 6 de junho de 2011, a emissora voltou a integrar a RTV, passando sua programação a partir de meio dia até meia noite.
Após a Multicultural passar a enfrentar problemas financeiros e não pagar seus empréstimos, a WSAH foi colocada em um fundo fiduciário, sendo colocada à venda. Em 6 de outubro de 2011, foi anunciado que a emissora seria leiloada no tribunal de falências no final de 2011. No leilão, realizado em 15 de novembro, a emissora foi adquirida pela NRJ TV, LLC, que antes havia adquirido a KCNS e a WMFP. O negócio estava sujeito à aprovação do tribunal de falências, embora o leilão tenha sido contestado por Arthur Liu, que era proprietário da Multicultural e estava associado ao licitante NYVV, que fracassou na tentativa de compra. A FCC aprovou a venda em 20 de março de 2012, sendo consumada oito dias depois.
Em dezembro de 2011, a MeTV anunciou em seu site que assinou contrato com a WSAH como sua afiliada na cidade de Nova York. Em 4 de janeiro de 2012, a WSAH mudou a programação da Retro Television Network para a da MeTV em seu canal principal, transmitindo a programação da MeTV das 2h às 6h e das 9h às 12h30 de segunda a sexta e das 11h às 12h30 nos fins de semana. Os infomerciais eram exibidos nas horas em que a programação da MeTV não era exibida. A RTV mudou-se para o segundo subcanal da WSAH, substituindo a programação em chinês. Em 29 de julho de 2012, o prefixo da emissora tornou-se WZME, para fazer menção com a sua afiliação com a MeTV.
Em 24 de janeiro de 2014, a MeTV anunciou que mudaria sua afiliação da cidade de Nova York da WZME para a KVNV (que foi relançada como WJLP, canal 3) quando essa emissora completou sua mudança de Ely, Nevada para Middletown Township, Nova Jersey. No entando, a WZME permaneceu afiliada da MeTV em Nova York-Connecticut. Com a sobreposição da área de Nova York com a WJLP, a emissora tomou a decisão de mudar sua afiliação. Em 11 de outubro de 2015, a emissora tornou-se afiliada da Heroes & Icons na área de Nova York-Connecticut, rede que também é transmitida no subcanal DT4 da WWOR-TV.

### Programação religiosa (2017–2019)
Em 1 de janeiro de 2017, a WZME tornou-se afiliada da SonLife Broadcasting Network.

### Retorno para o formato de televendas (2020-presente)
Em 1 de janeiro de 2020, a WZME mudou de afiliação para a Shop LC (anteriormente Liquidation Channel), a primeira afiliação com uma rede de televendas em 11 anos. A SonLife foi transferida para o segundo subcanal digital da emissora. Em novembro, a emissora mudou de afiliação novamente para a ShopHQ.

## Sinal digital
| PSIP | Canal digital | Resolução de vídeo | Programação                            |
| ---- | ------------- | ------------------ | -------------------------------------- |
| 43.1 | 21 UHF        | 720p               | Programação principal da WZME / ShopHQ |
| 43.2 | 21 UHF        | 480i               | SonLife Broadcasting Network           |

### Transição para o sinal digital
A WZME (então WSAH) passou a operar no sinal digital no canal 42 UHF em 16 de dezembro de 2006. A emissora interrompeu a operação em seu sinal analógico, no canal 43 UHF, em 4 de julho de 2008. O sinal analógico foi retirado do ar após um raio no transmissor. Como o custo de consertar o transmissor foi considerado antieconômico devido ao desligamento analógico estar próximo, os proprietários da emissora solicitaram permissão da FCC para manter o transmissor analógico desligado.

### Realocação de espectro
A FCC tornou público em 13 de abril de 2017 que a WZME concordou em entregar sua licença de transmissão no valor de $ 191.813.165. A emissora anunciou que continuaria suas operações, por meio de um acordo com a emissora de televisão pública WEDW (de propriedade da Connecticut Public Television), licenciada para Bridgeport, para acordo de compartilhamento de canais, que foi iniciado em 1 de setembro de 2017. Em 2019, a WTXX-LD, afiliada da Azteca América licenciada para New Haven, Connecticut, passou a fazer parte do compartilhamento com as 2 emissoras.